# Hütter
Os irmãos Hütter, Ulrich e Wolfgang Hütter, foram dois irmãos que que se dedicavam à construção de planadores no início do séc. XX. Após o NSDAP tomar o poder na Alemanha e re-fundar a força aérea alemã, os irmãos submeteram alguns projectos como o Hü 17, Hü 28 e os notáveis Hü 136, um protótipo de bombardeiro de mergulho e o Hü 211, uma aeronave protótipo de reconhecimento e longo alcance. Estas duas não passariam da fase de planeamento por não cumprirem os mínimos exigidos pela RLM em termos de design e fiabilidade económica.